# Atrahasiseposet

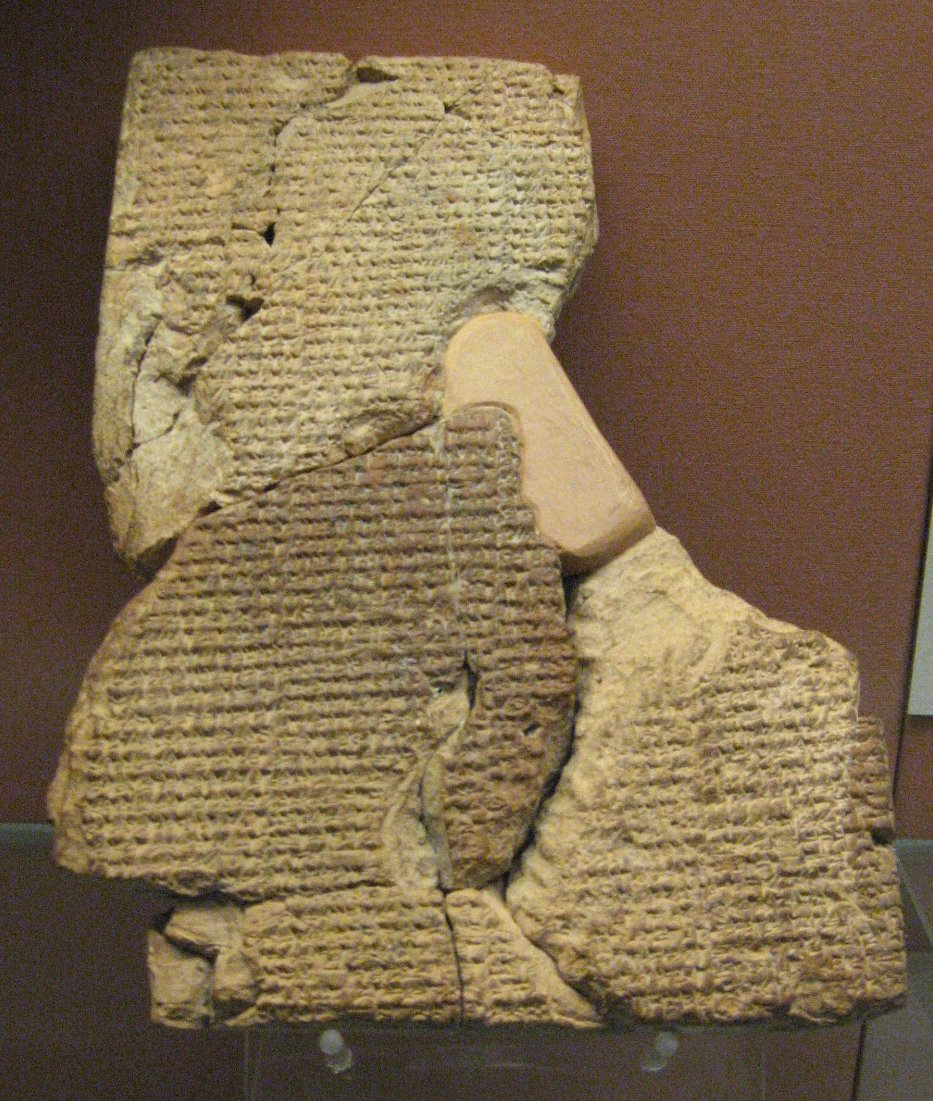
Text från eposet; lertavla nu i British Museum

Atrahasiseposet är ett epos skrivet på akkadiska, och ett centralt verk i den bevarade assyro-babyloniska litteraturen. Atrahasiseposet är uppkallad efter berättelsens huvudperson. Den handlar om hur människorna skapades och det skrevs ned ungefär år 1700 f.Kr. Eposet bygger dock på en liknande sumerisk berättelse.
Berättelsen om Atrahasis finns inte bevarad i sin helhet, då vissa fragment saknas. Vissa menar att Atrahasiseposet ligger som förlaga till judendomens och kristendomens syndaflodsberättelse, som är mycket yngre. Första Moseboken i Bibeln kapitel 6-9 liknar i mycket Atrahasiseposet. Den är dock inte den enda berättelsen om en stor översvämning, motsvarande berättelser finns över hela världen. Den äldsta bevarade är den sumeriska berättelsen om hjälten Ubar-Tutu eller Ziusudra. Ett annat mer välkänt epos är den om hjälten Gilgamesh, som skrevs ungefär år 1750 f.Kr.

## Berättelsen
Sagans hjälte heter Atrahasis (även Atra-hasis), ett namn som betyder "Den övermåttan vise". Innan människorna fanns styrde gudarna Anu och An i himlen och Enlil och Enki på jorden. Lägre stående gudar var tvungna att gräva diken och kanaler. De kanaler de grävde bildade Eufrat och Tigris. När gudarna hade grävt i 3600 år började de att klaga och beslutade sig helt sonika att gå i strejk. För att lösa arbetskraftsproblemet skapar de högre stående gudarna 14 människor; 7 kvinnor och 7 män. Människornas slit fortgår i 1200 år och de förökar sig fort. Människorna för så mycket liv att de stör Enlils sömn. Enlil beslutar sig då för att reducera människans antal genom att framkalla dels svält, dels en översvämning. Enki är dock emot planerna på att utrota människorna, som han varit med att skapa, och vänder sig då till människan Atrahasis och avslöjar Enlils planer. Atrahasis bygger en båt som han fyller med alla sorters djur och han hinner precis stänga dörren till båten innan ett stort regn- och åskoväder bryter ut. Efter 7 dagars och 7 nätters regnande drar sig vattnet tillbaka och Atrahasis offrar till gudarna. Enlil får syn på Atrahasis båt och inser att det är Enki som hjälpt Atrahasis. Tillsammans kommer Enlil och Enki fram till en mer human plan att lösa befolkningsfrågan, nämligen genom att göra så att var tredje förlossning misslyckas.

## Källhänvisningar
1. ↑  "Atra-hasis". NE.se. Läst 3 november 2014.